# ويليام ألكسندر لورد ستيرلينغ
كان ويليام أليكسندر، المعروف أيضًا بِ «لورد ستيرلينغ» (بالإنجليزية: William Alexander, Lord Stirling)‏ من جنرالات أمريكا الأسكتلندية الرئيسيين خلال حرب الاستقلال الأمريكية. عاش في الفترة ما بين (1726 – 15 يناير1783)، وكان يعتبر وريثًا للقب الأسكتلندي لإيرل ستيرلنيغ من خلال نَسَبه الأسكتلندي -كونه السليل الأكبر بين الأبناء الذكور من الجد الأول لإيرل ستيرلينغ، الذي توفي في عام 1640-، سعى ويليام للحصول على اللقب، حيث طالب به في وقت لاحق بعد عام 1756. منحته المحكمة الأسكتلندية طلبه في البداية في عام 1759؛ بيد أن مجلس اللوردات كان المُهيمن على حكم القانون الأسكتلندي في نهاية المطاف، وألغى إعطاءه هذا اللقب في عام 1762. لكن بالرغم من ذلك، استمرَ في حَملِ تسمية «لورد ستيرلينغ» بصرف النظر عمّا حصل.
قاد ستيرلينغ فوج ماريلاند الأول؛ الذي حارب في معركة لونغ آيلاند. كان قد خسر المعركة وأُسِر فيها، لكن أفعاله أتاحت لقوات الجنرال جورج واشنطن -أول رئيس للولايات المتحدة- الفرار. عاد ستيرلينغ خلال عملية لتبادل الأسرى، ورُقيّ بعدها نتيجةً لما أبداه من أفعال وتصرفات، وخدم بامتياز طوال فترة الحرب. كان شخصًا موثوقًا به من قِبل الرئيس واشنطن، وفي عام 1778، عُرض على مجموعة «كونواي كابال» وهم من قدماء مسؤولي الجيش القاري.

## نشأته
ولد ويليام في عام 1726، في مدينة نيويورك، والتي كان تُعرف آنذاك باسم إقليم نيويورك، حيث كان جزءًا من أميركا البريطانية، كان والدهُ المحامي جيمس أليكسندر، ووالدته كانت التاجرة ماري سبرات بروفوست أليكسندر، وابن أخته السيناتور جون روذفورد (1760-1840).
كان متعلمًا، وطموحًا، وضليعًا في الرياضيات وعلم الفلك. وقد اشترك مع أمه في عمل عائلي ناجح.

### أرليّة ستيرلينغ
اندثرت أرليّة ستيرلينغ ذات اللقب الأسكتلندي النبيل، بعد وفاة هنري أليكسندر، أيرل ستيرلينغ الخامس. فرّ جيمس ألكسندر -والد ويليام ألكسندر- إلى خارج اسكتلندا بعد مشاركته بِ ثورة 1715 (انتفاضة اليعاقبة)، ولم يحصل على لقب أيرل. طالب ويليام باللقب بعد وفاة أبيه، وقام برفع دعوى للحصول عليه. لم يكن ويليام الوريث الشرعي لِلأيرل الخامس، بل كانت يرتبط به من خلال التوريث المباشر للذكر. وبذلك لم يكن له الحق في الحصول على اللقب فقط لكونه سليلًا للجد الأول أيرل ستيرلينغ. بيدَ أن الميراث عن قربة الدم كان موضع شك. لكنّها سُوّيت لصالحه في نهاية المطاف، وذلك بإجماع أصوات هيئة محلفين تتألف من اثني عشر عضوًا في محكمة اسكتلندية في عام 1759، ليحصل بعدها ويليام على اللقب المُتنازع عليه ويُصبح «أيرل ستيرلينغ». لكن ليس من الواضح ما إذا كانت القضية قد أُحيلت إلى المحكمة بسبب إجابة اللورد ليون الرافضة لإعطاء ويليام هذا اللقب النبيل
كان الرأي القانوني في هذا الأمر أنها مُشكلة «الوريث الإسكتلنديّ»، وقد حُلت قضية حق الملكية. ربما مرَّ القرار دون معارضة، بالرغم من أنّه أمر لا جِدال فيه، لكن بالتأكيد كان هناك شيء في المُقابل. حيث قام كلّ من الداعمان أرشيبالد كامبل، دوق آرجيل الثالث، وجون ستيورات أيرل بيوت الثالث، بتشجيع ويليام أليكسندر عبر ممثلين، للحصول على اللقب. كان غرضهم من وراء ذلك هو الحيازة على الأراضي الواسعة في أمريكا، والتي كان من المُفترض أن يتمتّع بها حامل اللقب. بذلك كانوا سيحصلون على المال والأراضي إذا ما نجح ويليام. وبأخذ ما سبق بعين الاعتبار، قرر ويليام أن يقدم التماسًا في الحكم لمجلس اللوردات. بالرغم من نُصح صديقه المحامي أندرو ستيورات، حين كتب له ناصحًا بأن لا يُحكّم مجلس اللوردات. حيث شعر صديقه بأن حق الحصول ع لقب النبلاء من دون أن يُطعن فيه يتطلب من ويليام المطالبة فيه فقط كما فعل الآخرون. وكان برأيه أن لدى الآخرين نفس الحق في المطالبة باللقب، فلذلك إذا ما حصل هو عليه فإنه لن يُعارَض. من المحتمل بأن ويليام لم يكن راغبًا بارتكاب جريمة، أو يُكشف، وإذا دعم مجلس اللوردات طلبه، فهذا ما سيجعله قانونيًا للأبد. لكن كانت المشكلة في أن يُبرهن طلبه في المحكمة، إذ استُدعيَ رجلان طاعنان في السن ليشهدا على صحّة تحدّر ويليام من الأيرل الأول من جهة عمه جون أليكسندر، ربما كان هذا الأمر ممكنًا ومقنعًا في المحكمة الإسكتلندية، لكنّه من الممكن أيضًا أن يُشكك فيه في إنجلترا.
ورث ويليام ثروة كبيرة من أبيه، الذي عمل في التعدين والزراعة، عاش حياة مليئة بالحُليّ والتحف التي تليق بكونه لوردًا اسكتلنديًا. بالطبع كان أسلوب الحياة هذا مُكلفًا، فانتهى به الأمر لأن يلجأ للاقتراض والدين ليُغطي هذه التكاليف. بدأ في بناء كبرى عقاراته في قِطاع باسكينغ ريدج، نيوجيرسي. وعند انتهائه من البناء قام بالانتقال إليه وباع منزله في نيويورك. كان جورج واشنطن ضيفه في العديد من المناسبات خلال الثورة، وأقيم حفل زفاف ابنة أليكسندر فيه. في عام 1767، منحته الجمعية الملكية للفنون ميدالية من الذهب، لقبوله طلبها في زراعة العنب (الكروم) وصناعة الخمر في المستعمرات الشمالية الأمريكية، وذلك في زراعة 2100 كرمِ عنب في ممتلكاته في نيوجرسي.

## الثورة الأمريكية
عندما بدأت حرب الاستقلال الأمريكية، أصبح ستيرلينغ عقيدًا في ميليشيا نيو جيرسي الاستعمارية. ولأنه كان ثريًا، جهّز الميليشيا من حسابه الخاص، وكان مستعدًا لإنفاق أمواله الخاصة لدعم قضية وطنية. برزَ بنفسه مُبكرًا عندما قاد مجموعة من المتطوعين لبسط السيطرة على النقل البحري البريطاني المسلّح.
عيّنه الكونغرس القاري الثاني قائدًا عامًا (عميدًا) للجيش القاري في مارس 1776.

### سجين الحرب
قاد ستيرلينغ فوج ماريلاند الأول، القويّ البنية والمعروف أيضًا باسم «خط ماريلاند» في معركة لونغ آيلاند، خاضوا فيها هجمات متكررة ضد قوة عظمى للجيش البريطاني، والتي كانت تحت قيادة الجنرال ويليام هاو في البيت الحجري القديم، في بروكلين، والتي خلّفت خسائر فادحة. قامت القوات المسلحة البريطانية (ريد كوت) بشن هجوم واسع على الجانب الشرقي عبر ممر جامايكا ذو الحراسة المشددة، إذ يُعد واحدًا من سلسلة من الممرات المنخفضة عبر خط التلال، والممتد من الشرق إلى الغرب عبر وسط لونغ آيلاند، وألقت القبض على قوات الباتريوت (الثوّار) من على الجهة اليسرى.
وفي نهاية المطاف، وبعد أن تجاوز عددهم خمسة وعشرين، كان لواءه قد دُحر، حينها أُسِرَ ستيرلينغ أثناء الانسحاب المدروس، ولكن لم يكن ذلك إلا بعد التصدي للقوات البريطانية لفترة كافية تسمحُ للجزء الرئيسي لقوات واشنطن القارية بالفرار إلى مواقع دفاعية في مرتفعات بروكلين، على طول ساحل النهر الشرقي.
في وقت لاحق، ساعدهم الضباب الذي ظهر بمعجزة حول النهر، مما شكّل لهم غطاءً بصريًا، وبدعم من قوات الحراسة الخلفية التي عملت على تغطية أعمال الماريلاندرز، تمكن واشنطن من سحب ما تبقّى من قواته ومعدّاتهم عبر العودة إلى جزيرة مانهاتن، ومدينة نيويورك.
وبسبب ما أظهره ويليام من تصرفات وأفعال؛ أطلقت عليه إحدى الصحف تسميةً «ستيرلينغ، أشجع رجل في أمريكا»، وأشاد به كلٌ من واشنطن والبريطانيين، لشجاعته وجرأته. أُقيم لاحقًا نُصب تذكاريّ في موقع الاشتباكات العسكرية والانسحاب، وحُوّلت قطعة الأرض إلى ولاية ماريلاند بالقرب من بورسبكت بارك، كمَعلمٍ مُقدس «تُربة ماريلاند المُشبعة بالدماء».